# Bruguières
Bruguières este o comună în departamentul Haute-Garonne din sudul Franței. În 2009 avea o populație de 4.952 de locuitori.

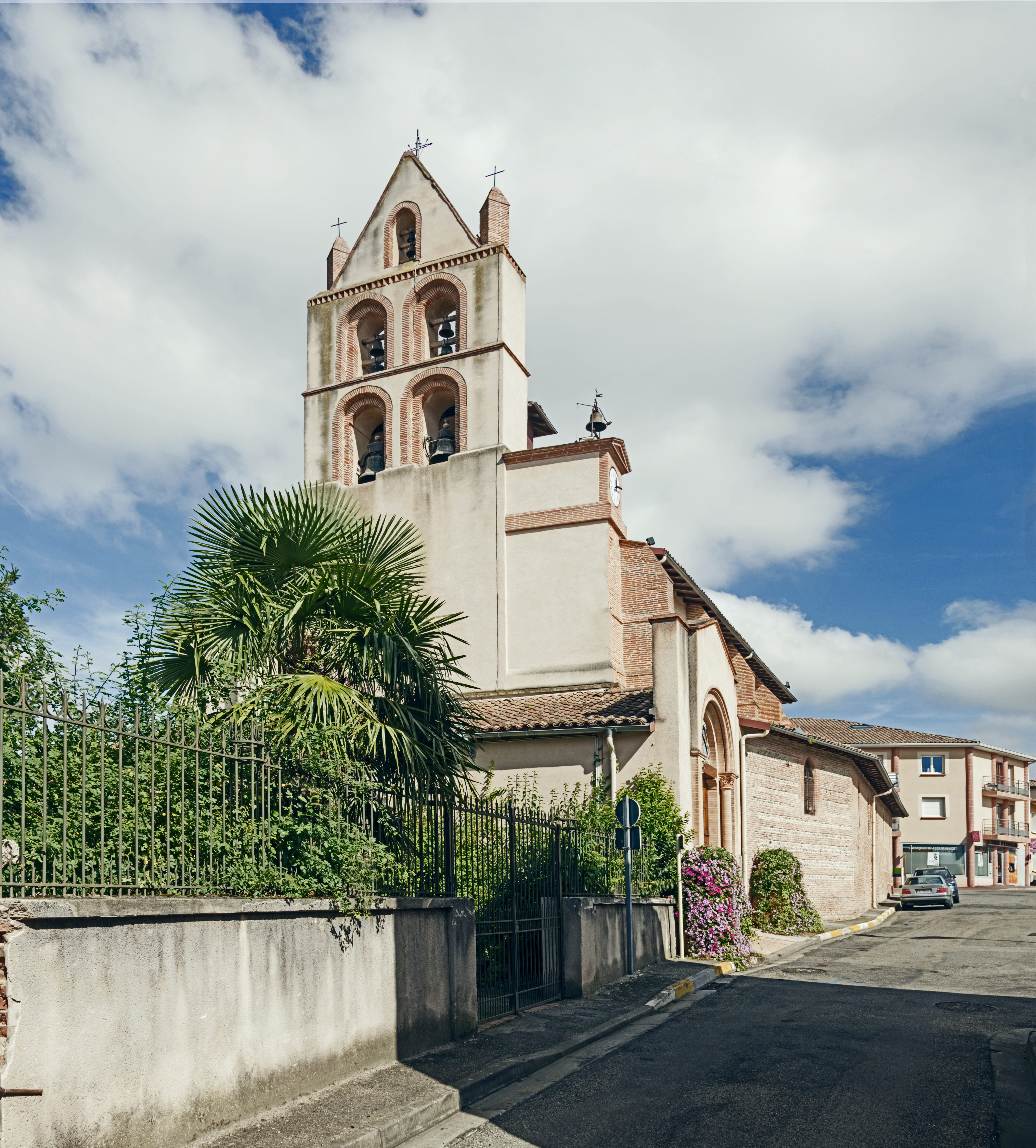
Église Saint-Martin
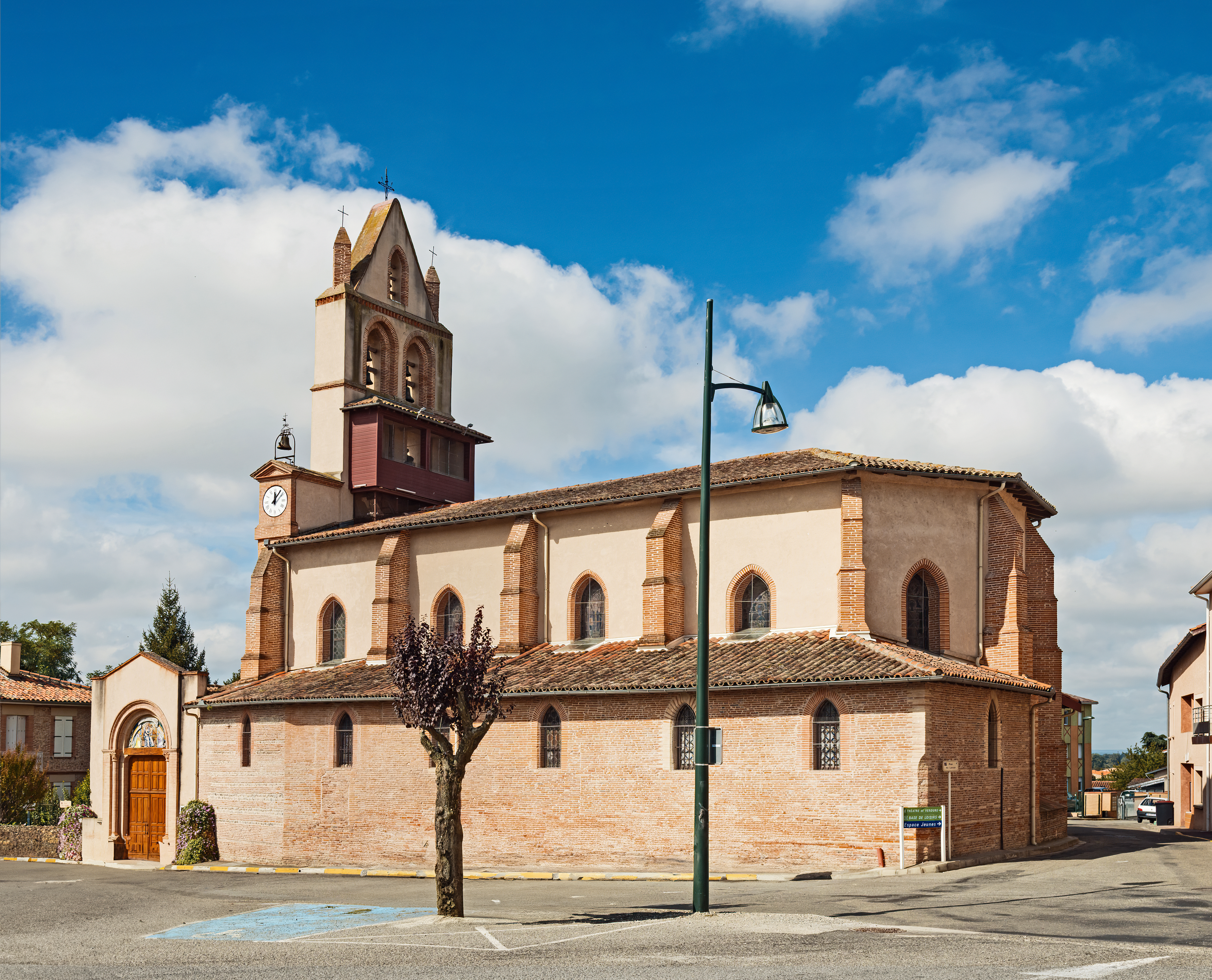
Église Saint-Martin

## Evoluția populației
| An        | 1975  | 1982  | 1990  | 1999  | 2006  | 2009  |
| --------- | ----- | ----- | ----- | ----- | ----- | ----- |
| Populație | 1.726 | 2.524 | 3.056 | 3.862 | 4.594 | 4.952 |